# Pani Zima (film)
Pani Zima – baśń filmowa z 1985 roku produkcji międzynarodowej. Film jest swobodną adaptacją baśni braci Grimm pt. Pani Zima.

## Fabuła[1]
Młody chłopak Jakub ścigany przez panią Śmierć znajduje schronienie u pani Zimy. Pomaga pani Zimie w kontrolowaniu pogody na świecie. Z jej domu w niebie, obserwuje losy osieroconej przez matkę Elżbiety. Jej ojciec, sędzia, powtórnie się żeni, jednak nie zauważa, że jego nowa żona i jej córka Dorota bardzo źle traktują jego córkę. Jakub ucieka z nieba, aby pomóc Elżbiecie. Zostaje sługą rodziny sędziego. Jego wyjątkowe zdolności wzbudzają wielkie uznanie. Tymczasem Śmierć nadal czyha na jego życie. Z kolei macocha i jej córka Dorota planują, jak pozbyć się Elżbiety i ożenić Dorotę z Jakubem.

## Obsada
- Giulietta Masina: pani Zima
- Tobias Hoesl: Jakub
- Petra Vančíková: Elżbieta
- Soňa Valentová: macocha
- Pavol Mikulík: ojciec
- Milada Ondrašíková: Dorota
- Valerie Kaplanová: pani Śmierć (starsza)
- Eva Horká: pani Śmierć (młoda)
- Karel Effa: pryncypał